# Jenny Tamburi
Jenny Tamburi, pseudonimo di Luciana Tamburini, anche nota come Luciana Della Robbia (Roma, 27 novembre 1952 – Roma, 1º marzo 2006), è stata un'attrice, personaggio televisivo e direttrice del casting italiana.

## Biografia
Esordì nel mondo dello spettacolo a soli diciassette anni, partecipando al film Splendori e miserie di Madame Royale. Iniziò la sua carriera dapprima con lo pseudonimo di Luciana Della Robbia, per adottare quindi quello di Jenny Tamburi col quale l'avrebbe conosciuta il grande pubblico. Divenne celebre nel 1973 quando fece parte del cast de La seduzione. Avvenente ed esuberante, fu una delle protagoniste della stagione della commedia sexy/noir all'italiana.
Sempre negli anni settanta divenne anche un volto familiare del piccolo schermo, partecipando a numerose trasmissioni televisive in veste di conduttrice o valletta: fu al fianco di Alberto Lupo nell'edizione del 1975 del varietà Senza rete, prese parte ai romanzi sceneggiati Camilla (1976) e La paga del sabato (1977) e partecipò al varietà Scuola serale per aspiranti italiani. Nel 1977 ebbe anche la sua unica esperienza di teatro, facendo da protagonista della nuova edizione della commedia musicale Aggiungi un posto a tavola, al fianco di Johnny Dorelli.
All'inizio degli anni ottanta partecipò anche a Il processo del lunedì di Aldo Biscardi e fu una dei protagonisti del film Lo studente, diretto da Ninì Grassia con Nino D'Angelo. In questi anni posò nuda per diverse riviste erotiche tra le quali Playboy e Playmen. Nel 1986 girò il suo ultimo film per il cinema, l'erotico Voglia di guardare di Joe D'Amato. L'anno successivo partecipò alle fiction televisive italiane Professione vacanze e Tutti in palestra, con le quali terminò definitivamente la sua carriera di attrice.
Lasciato il set, la Tamburi iniziò una nuova carriera come agente di spettacolo e divenne una delle maggiori casting director italiane. Tra le numerose produzioni di cui si occupò, la più rilevante fu Incantesimo. Aprì anche una scuola di dizione e recitazione a Roma. Il 6 maggio del 2005 durante la manifestazione Rodolfo Valentino 110th Anniversary le fu assegnato un premio alla carriera.
Morì a Roma il 1º marzo 2006 a causa di un tumore.

## Filmografia

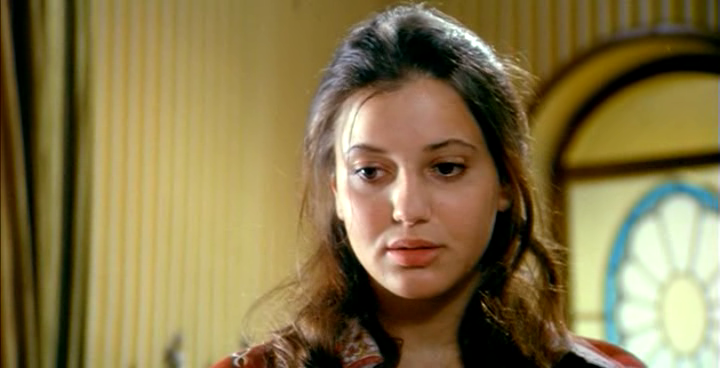
Jenny Tamburi nel film La seduzione (1973)

### Cinema
- Le altre, regia di Alex Fallay (1969)
- Splendori e miserie di Madame Royale, regia di Vittorio Caprioli (1970)
- Il sorriso della iena (come Luciana della Robbia), regia di Silvio Amadio (1972)
- Fiorina la vacca, regia di Vittorio De Sisti (1972)
- Diario segreto da un carcere femminile, regia di Rino Di Silvestro (1973)
- La seduzione, regia di Fernando Di Leo (1973)
- Le scomunicate di San Valentino, regia di Sergio Grieco (1974)
- Morbosità, regia di Luigi Russo (1974)
- La prova d'amore, regia di Tiziano Longo (1974)
- Peccati in famiglia, regia di Bruno Gaburro (1975)
- Morte sospetta di una minorenne, regia di Sergio Martino (1975)
- Frankenstein all'italiana, regia di Armando Crispino (1975)
- Peccato senza malizia, regia di Theo Campanelli (1975)
- Giovannino, regia di Paolo Nuzzi (1976)
- La moglie di mio padre, regia di Andrea Bianchi (1976)
- Sangue di sbirro, regia di Alfonso Brescia (1976)
- Donna... cosa si fa per te, regia di Giuliano Biagetti (1976)
- Sette note in nero, regia di Lucio Fulci (1977)
- Melodrammore, regia di Maurizio Costanzo (1977)
- Dove volano i corvi d'argento, regia di Piero Livi (1977)
- Liquirizia, regia di Salvatore Samperi (1979)
- Bello di mamma, regia di Rino Di Silvestro (1980)
- Il tango della gelosia, regia di Steno (1981)
- Pierino la peste alla riscossa!, regia di Umberto Lenzi (1982)
- Lo studente, regia di Ninì Grassia (1982)
- Voglia di guardare, regia di Joe D'Amato (1986)

### Televisione
- Camilla, regia di Sandro Bolchi – miniserie TV (1976)
- Il guazzabuglio, regia di Enzo Trapani (1977)
- All'ombra della grande quercia – serie TV (1984)
- Aeroporto internazionale – serie TV, episodio 2x07 (1987)
- Professione vacanze – serie TV (1987)
- Tutti in palestra – serie TV (1987)

## Teatro
- Aggiungi un posto a tavola, regia di Garinei e Giovannini (1977)

## Doppiatrici
- Serena Verdirosi in La seduzione, Peccati in famiglia
- Angiola Baggi in Fiorina la vacca